# C-Block
A C-Block egy 1995-ben alakult német hiphopegyüttes volt.
Az együttes két frontembere Anthony "Red Dogg" Joseph és James "Mr.P" White voltak.

## Történet
Európaszerte híressé váltak a "So Strung Out" dallal 1996-ban. 1997-ben ezt követte a "Time Is Tickin' Away" nem kevesebb sikert elérve mint az előző kislemez. 1997-ben Mr.P kiszállt a csapatból és szólókarrierbe kezdett. A 2000-es év elején visszatért az együttesbe, de nem értek már el kiemelkedő sikereket.
2010-ben visszatérnek egy vadonatúj albummal, de ez sem hozta meg a várt sikereket.

## Dalok
| Megjelenés | Dal                       | Legjobb helyezés | Legjobb helyezés | Legjobb helyezés | Legjobb helyezés | Legjobb helyezés |
| Megjelenés | Dal                       | AUT              | FIN              | GER              | SWE              | SWI              |
| ---------- | ------------------------- | ---------------- | ---------------- | ---------------- | ---------------- | ---------------- |
| 1996       | "Shake Dat Azz"           | -                | -                | -                | -                | -                |
| 1996       | "So Strung Out"           | 14               | 7                | 4                | -                | 7                |
| 1997       | "Time Is Tickin' Away"    | 16               | 12               | 5                | 40               | 9                |
| 1997       | "Summertime"              | -                | -                | 19               | -                | -                |
| 1997       | "Eternal Grace"           | -                | -                | 8                | -                | 20               |
| 1998       | "Broken Wings"            | -                | -                | 27               | -                | 31               |
| 1999       | "Keep Movin'"             | -                | -                | 66               | -                | -                |
| 2000       | "The Future Is So Bright" | -                | -                | -                | -                | -                |

## Albumok
| Megjelenés | Album              | Legjobb helyezés | Legjobb helyezés | Legjobb helyezés | Legjobb helyezés | Legjobb helyezés |
| Megjelenés | Album              | AUT              | FIN              | GER              | HU               | SWI              |
| ---------- | ------------------ | ---------------- | ---------------- | ---------------- | ---------------- | ---------------- |
| 1997       | General Population | 41               | 17               | 14               | 6                | 10               |
| 1998       | Keepin' It Real    | -                | -                | 45               | 17               | 34               |
| 2010       | Changes/The Last   | -                | -                | -                | -                | -                |